# Jean-Marie Drot
Jean-Marie Drot, né le 2 mars 1929 à Nancy et mort le 23 septembre 2015 à Chatou, est un écrivain et documentariste français.
Il a été directeur de la Villa Médicis à Rome de 1985 à 1994.

## Biographie
Le jeune Jean-Marie passe son enfance à Nancy, où il vit avec son père, Charles Drot, ingénieur agronome, chez sa grand-mère paternelle, éloigné de sa mère Andrée Fromont, et de son plus jeune frère.
Alors qu’il échoue au baccalauréat, il est reçu au concours général en 1946 ; cela lui permet d'entrer au lycée Louis-le-Grand, à Paris — ce qui, du même coup, le rapproche de sa mère. À Louis-le-Grand, Jean-Marie fait la connaissance de Kiki Heidsieck — héritier de négociants en champagne — qui lui présente sa famille ainsi que le père dominicain Jacques Laval. Ces personnes le prennent sous leur protection et l’aident matériellement lorsqu’en 1948, lauréat d’un concours de littérature américaine sur l’œuvre de Melville, Moby Dick (1851), il a la possibilité de partir étudier aux États-Unis durant une année.
À son retour, il débute immédiatement à la télévision naissante, grâce au père Laval. Un concours de circonstances fait que Laval a été choisi par sa hiérarchie pour diriger la première chaîne de télévision du Vatican. Par l’intermédiaire de Jean d’Arcy, alors directeur de cabinet de François Mitterrand, ministre de l’Information, Drot est officiellement engagé comme assistant réalisateur de la première émission de télévision vaticane avec, pour seule qualification en audiovisuel, son expérience de téléspectateur durant son séjour en Amérique...
Les émissions qu’il réalise sont constituées d’interviews de personnalités comme Rossellini, Visconti, Paul Claudel, deux ou trois rois africains convertis au catholicisme par les Pères blancs, des ministres, des actrices de la Comédie-Française et de vieux films muets de l'Istituto Luce, ancêtre de Cinecittà. Cette expérience vaticane ne dure qu’un an et demi, de décembre 1949 à juin 1951, mais initie Jean-Marie Drot à la réalisation de programmes de télévision.
Il rentre de Rome avec le statut de réalisateur de documentaires pour la télévision, « avec la bénédiction de Jean d’Arcy ».
Durant les années 1950, il réalise divers films sur l’art, qui ont pour cadre le continent européen, tels que  Les Enfants de Varsovie (1956), en collaboration avec Polanski, ou encore La Rome de Giorgio De Chirico (1957), avec l’artiste lui-même.
C’est en constatant que le Montparnasse des artistes du début du XXe siècle est condamné par l’urbanisme des années 1960 qu'il a l’idée de réaliser un film témoignage sur ce quartier mythique. Il commence à tourner Les Heures chaudes de Montparnasse en 1960, documentaire à la base de sa renommée.
Membre fondateur du Syndicat français des réalisateurs de télévision CGT (SFRT-CGT) dont il fut le premier secrétaire général, il signa la première convention collective des réalisateurs en 1963.
Il fut conseiller culturel auprès de l’Ambassade de France en Grèce et directeur de l’Institut français d'Athènes de 1982 à 1984.
En 1985, il succède à Jean Leymarie à la direction de l'Académie de France à Rome, où il reste dix ans.
Membre fondateur de la Société civile des auteurs multimédia (SCAM), il présida la société de 1995 à 1999.
Marié le 10 novembre 1950 avec Marcelle Schreiner, il a trois enfants : Margaret (née en 1949), Jean-Marie (né en 1950), Jean-Philippe (né en 1956) .
Il meurt le 23 septembre 2015 chez lui à Chatou, dans les Yvelines.

## Œuvres

### Publications
- Journal de voyage chez les peintres de la fête et du vaudou en Haïti, Couleur de vie, 1974
- Le Frangipanier de Féline, Galilée, 1984
- L’Enfant fusillé, Galilée, 1985
- Voyage au pays des naïfs, Hatier, 1986
- Joseph Delteil, prophète de l’an 2000, Imago, 1990
- Le Retour d’Ulysse manchot, Julliard, 1990  (ISBN 2260007414)
- Les Heures chaudes de Montparnasse, avec Dominique Polad-Hardouin, Hazan, 1999
- Femme Lumière, dessins de María Dolores Aguilera, collection Première Personne, Deleatur, 2000  (ISBN 2868070922)
- Dictionnaire vagabond, Plon, 2003  (ISBN 2259190324)
- L’Île, Les Éditions de Paris, 2006  (ISBN 2846210837)
- La Maison d’en face, Les Éditions de Paris, 2007  (ISBN 9782846210942)
- La Longue Nuit de Bibemus, Les Éditions de Paris, 2009  (ISBN 9782846211192)
- Rupture, Aléas, 2010
- "La rencontre des deux mondes vue par les peintres d'Haïti", Edizioni Carte Segrete 1992

### Réalisations
- L'Arbre de joie, conte, 27 minutes, avec Marianne Oswald, RTF, 1959.
- Les Heures chaudes de Montparnasse, série documentaire de 14 films de 52 minutes réalisés de 1960 à 1962 pour la RTF, puis complétée et présentée dans un nouveau montage en 1987, diffusée en DVD.
- Jeux d'échecs avec Marcel Duchamp, 54 minutes, RTF, 1964.
- Un certain Giovanni Brua, fiction, 100 minutes, ORTF, 1970.
- La grande journée, ou vive Joseph Delteil, 2 films de 52 minutes pour l'ORTF en 1974, rediffusés en 1978 par Antenne 2.
- Un homme fou de poésie, portrait de Pierre Seghers en 4 films de 52' pour l'ORTF en 1974.
- Journal de voyage avec André Malraux à la recherche des arts du monde entier, série documentaire (13 épisodes de 52 minutes), tournée en 1974-1975, TF1, [DVD : 2 coffrets, Doriane Films].
- Dialogue imaginaire entre Malraux et Picasso, 70 minutes, TF1, 1979.
- Le Musée imaginaire ou cinquante ans d’une passion (coauteur André Malraux), 90 minutes, TF1, 1979
- Un homme parmi les hommes : Alberto Giacometti, 57 minutes, Antenne 2, 1980.

## Décorations
- Commandeur de l'ordre des Arts et des Lettres Il est promu au grade de commandeur le 17 janvier 2013[5].

## Source
- Dictionnaire vagabond, par Jean-Marie Drot